# Comunidade Intermunicipal do Alentejo Litoral

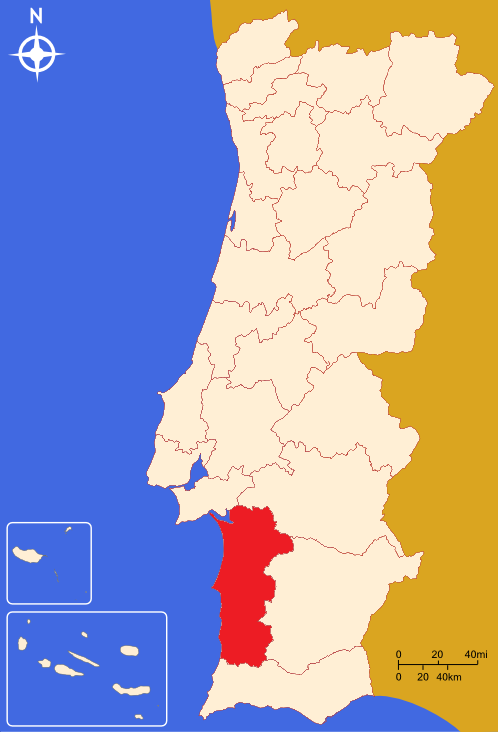
Comunidade Intermunicipal do Alentejo Litoral

A Comunidade Intermunicipal do Alentejo Litoral, também designada por CIMAL, é uma comunidade intermunicipal (CIM) de Portugal. É composta por 5 municípios, sendo a comunidade intermunicipal com o menor número de municípios do país . A área geográfica corresponde à NUTS III do Alentejo Litoral. 

## Municípios
| Município         | Área (em km²) | População (censo de 2011) |
| ----------------- | ------------- | ------------------------- |
| Alcácer do Sal    | 1499,9        | 13.046                    |
| Grândola          | 825,9         | 14.826                    |
| Odemira           | 1720,6        | 26.066                    |
| Santiago do Cacém | 1059,7        | 29.749                    |
| Sines             | 203,3         | 14.238                    |
| Total             | 5309,4        | 97.925                    |